# Park Narodowy Al-Kala
Park Narodowy Al-Kala (arab. الحديقة الوطنية القالة, fr. Parc national d’El-Kala) – park narodowy w północno-wschodniej Algierii.
W 1990 roku uznany za rezerwat biosfery UNESCO.

## Opis
Założony w 1983 roku park znajduje się w północno-wschodniej Algierii niedaleko Annaby przy granicy z Tunezją, rozciągając obszar chroniony na mokradła (m.in. Bu Radim), jeziora (m.in. Karat al-Wubajra i Karat Tunka), zawsze zielone lasy i przybrzeżne wody Morza Śródziemnego. Mokradła są ważnym przystankiem dla ptaków migrujących przez Saharę.
Habitat wielu gatunków flory i fauny. W lasach parku występują sosna nadmorska, dąb galasowy (Quercus lusitanica), a także dąb korkowy. Na terenie parku występuje ok. 40 gatunków ssaków, m.in. zagrożony wyginięciem gatunek jelenia Cervus elaphus barbarus – symbol regionu, 25 gatunków ptaków drapieżnych, 9 ptaków morskich i 64 gatunki ptaków słodkowodnych. Na terenie parku występują: czernica, sterniczka zwyczajna, podgorzałka zwyczajna i modrzyk zwyczajny.
W 1990 roku uznany za rezerwat biosfery UNESCO.